# 羅帕日市鎮
羅帕日市鎮是拉脫維亞的市镇，位於該國中部，行政中心为乌尔布罗卡。市镇面積为536平方公里，人口数量为31,697人（2021年）。

## 历史
羅帕日市鎮设立于2005年。2021年7月1日，羅帕日市鎮、加爾卡爾內市鎮、斯托皮尼市鎮及印楚卡倫斯市鎮的萬加日市合并成新的羅帕日市鎮。